# روبرت ستيفنسون (لاعب كرة قدم)
روبرت ستيفنسون (بالإنجليزية: Robert Stephenson)‏ (10 نوفمبر 1875 - ) هو لاعب كرة قدم بريطاني في مركز الهجوم. لعب مع مانشستر يونايتد.